# 神戸学院大学
神戸学院大学（こうべがくいんだいがく、英語: Kobe Gakuin University）は、兵庫県神戸市中央区港島1-1-3に本部を置く日本の私立大学。1912年創立、1966年大学設置。大学の略称は神院大・神院・学院・KGU。

## 概観

### 大学全体
1912年（明治45年）森わさが生徒8人で創立した「森裁縫女学校」に端を発する。1923年（大正12年）五年制の森高等女学校となり、1945年（昭和20年）財団法人神戸市森高等女学校設立。1952年（昭和27年）学制改革により神戸森女子短期大学を設立。わさの長男・森茂樹により、1966年（昭和41年）栄養学部栄養学科を開設し、単科大学として神戸学院大学が発足し初代学長に就任した。独立研究科としては、1979年（昭和54年）に薬学及び栄養学の修士課程修了者が集う後期三年のみの博士課程としてほかに類をみない食品薬品総合科学研究科を設置している。2007年（平成19年）にポートアイランドキャンパス（神戸市中央区）を開設し、2019年（令和元年）ポートアイランド第2キャンパスと神戸三宮サテライトを設置。
社会科学系4学部・人文科学系3学部・自然科学系3学部の計10学部14学科と大学院7研究科を設けている総合大学。自然科学系学部は薬学・栄養学・リハビリテーション学といった医療・健康科学要素の学部を設置しているのが特徴である。また、社会科学系では、阪神・淡路大震災の被災地であることから、全国でも珍しい防災を専門的に学ぶ現代社会学部社会防災学科を設置している。神戸市内にポートアイランドキャンパス（中央区）、ポートアイランド第2キャンパス（中央区）、有瀬キャンパス（西区）、神戸三宮サテライト（中央区）の3つのキャンパスと1つのサテライトを擁し、本部は2015年（平成27年）4月よりポートアイランド第1キャンパスに置いている。学生総数は12,664名（2020年2月現在）。神戸市内の私立大学では最大規模である。

### 建学の精神等
建学の精神 「真理愛好・個性尊重」
教育目標 「自主的で個性豊かな良識のある社会人の育成」
運営上のモットー「後世に残る大学」（時代がどのように変わろうとも、常にその時点で存在価値のある大学の意、そのために常に未来志向であれ）
運営上の心得「クリーンでクリアーであれ。」(歴代学長はその旨を体して経理面をはじめ、入試などあらゆる面で透明性をもって公開に務め、大学運営に当たっている)

### 教育および研究
神戸学院大学の教育における特長の一つが、学部での専門教育に加え、学部横断型の「実践的な学際教育」「リテラシーやリベラル・アーツに配慮した総合教育」を実施する点（そのため学部組織とは別に学部横断型の教育を行う教育機構を設置する）。また、ライフサイエンス分野での産学連携研究拠点を開設するなど、産官学連携体制の充実に力を入れる。学部を問わない共通教育として、TOEIC600点オーバーの英語力向上を目的とする神戸学院カレッジ（スーパーイングリッシュ・クラス）を開設している。
理系学部は、薬剤師国家試験では合格率83.67%である ことをはじめ、管理栄養士国家試験・臨床検査技師国家試験、理学療法士国家試験・作業療法士国家試験、薬剤師国家試験などで実績を有す。薬学部・栄養学部・総合リハビリテーション学部・心理学部の医療福祉系4学部が運営する専門職連携教育（IPE）では、神戸市看護大学と連携しIPEは単位認定される。
課外講座による資格教育にも注力。国家公務員採用試験講座・行政書士講座・FP技能検定講座など約20の講座を開講。特に、警察官採用実績が高く兵庫県警察本部への採用実績大学では全国1位である。さらに、中学・高校の教員免許に加え、神戸親和大学との提携による小学校教諭一種免許取得プログラムも展開。2018年（平成30年）には国家資格である公認心理師養成に対応するカリキュラムを備えた心理学部を開設。

## 沿革

### 略歴
学校法人神戸学院の前身である神戸森学園の創設者森わさの長男で、体質医学・病理学の権威であった森茂樹（京都大学名誉教授、山口県立医科大学（現山口大学医学部）元学長）の「後世に残る大学をつくりたい」という意思のもと、日本初の男女共学による栄養学部の単科大学として1966年に開学、初代学長に森が就任した。この神戸学院大学発足に当たっては、参議院議員・福海寺住職でのちの神戸森学園理事長の中野文門の多大なる尽力があった。翌年には法学部と経済学部を開設した。森の意思であった「後世に残る大学」は、常に未来志向であれという大学運営のモットーとして現在も継承されている。

### 年表
- 1912年 - 創設者森わさが、私立森裁縫女学校を創立
- 1918年 - 校名を私立森女学校へ改称
- 1923年 - 私立森高等女学校を併設
- 1924年 - 私立森高等女学校を神戸市森高等女学校と改称
- 1937年 - 森女学校に商業部を増設、神戸市森女子商業家政学校と改称
- 1945年 - 財団法人神戸市森高等女学校設立
- 1949年 - 法人名を財団法人神戸森学園に改称、財団法人から学校法人へ組織変更
- 1952年 - 神戸森女子短期大学（1966年に神戸学院女子短期大学と改称）開学
- 1954年 - 短期大学に家政科一部、文芸科を増設
- 1955年 - 短期大学に栄養士養成課程を設置
- 1966年 - 神戸学院大学開学、栄養学部栄養学科開設
- 1967年 - 法学部法律学科、経済学部経済学科、教養部開設
- 1972年 - 薬学部薬学科、生物薬学科開設
- 1974年 - 大学院法学研究科（修士課程）、大学院栄養学研究科（修士課程）開設
- 1975年 - 大学院経済学研究科（修士課程）開設
- 1976年 - 大学院法学研究科（博士後期課程）、大学院薬学研究科（修士課程）開設
- 1977年 - 大学院経済学研究科（博士後期課程）開設
- 1979年 - 大学院食品薬品総合科学研究科（博士後期課程）開設
- 1990年 - 人文学部人間文化学科開設
- 1993年 - 経済学部経営学科開設
- 1994年 - 法学部国際関係法学科、大学院人間文化学研究科（修士課程）開設
- 1996年 - 大学院人間文化学研究科（博士後期課程）開設
- 1997年 - 大学院経済学研究科経営学専攻（修士課程）開設
- 1998年 - 大学院法学研究科国際関係法学専攻（修士課程）開設
- 2000年 - 経済学部国際経済学科、人文学部人間行動学科開設
- 2001年 - 法人名称を「神戸森学園」から「神戸学院」へ変更
- 2002年 - 法人創立90周年記念事業として記念式典・記念講演会を開催
- 2003年 - 法人創立90周年記念事業として元ソ連大統領のミハイル・ゴルバチョフ氏を特別ゲストとして招き、一般学生、周辺住民も参加可能なオープン・キャンパス・ミーティングを開催
- 2004年 - 経済学部経営学科を経営学部経営学科に移行、人文学部人間心理学科、大学院薬学研究科医療薬学専攻（修士課程）、大学院実務法学研究科（法科大学院）開設
- 2005年 - 総合リハビリテーション学部医療リハビリテーション学科、社会リハビリテーション学科開設。系列の神戸学院女子短期大学を統合
- 2006年 - 人文学部を改編し人文学科設置、薬学部薬学科を改編し6年制に移行、法学部法律学科、国際関係法学科を統合
- 2007年 - ポートアイランドキャンパス開設。学部移転が行われ、薬学部は全学年がポートアイランドキャンパスに移転し、経済学部・経営学部・法学部は1・2年次は有瀬キャンパスで、3・4年次はポートアイランドキャンパスで学ぶことになる。栄養学部・総合リハビリテーション学部・人文学部は全学年とも有瀬キャンパスに残存
- 2008年 - 大学院人間文化学研究科心理学専攻（修士課程）開設
- 2009年 - 大学院総合リハビリテーション学研究科（修士課程）開設
- 2011年 - 経済学部国際経済学科を学生募集停止（経済学科に統合）
- 2012年 - 法人創立100周年記念事業として記念式典を開催
- 2012年 - 法科大学院の学生募集停止決定（2013年度から）
- 2014年 - 現代社会学部現代社会学科・社会防災学科開設
- 2015年 - グローバル・コミュニケーション学部開設。ポートアイランドキャンパスD号館の建設に伴い、就学キャンパスの再編を実施。経営学部・法学部は全学年をポートアイランドキャンパスで、経済学部は全学年を有瀬キャンパスで学ぶことになる
- 2016年 - 栄養学部栄養学科を管理栄養学専攻と生命栄養学専攻に専攻分離。みなとじま駅前に系列の神戸学院大学附属高等学校が移転
- 2017年 - 神戸学院大学附属高等学校の敷地内に神戸学院大学附属中学校を設置
- 2018年 - 心理学部心理学科を開設
- 2019年 - 大学院心理学研究科心理学専攻（修士課程・博士後期課程）を開設
- 2019年 - ポートアイランド第2キャンパス、神戸三宮サテライトを開設

## 基礎データ

### 所在地
- ポートアイランド第1キャンパス（兵庫県神戸市中央区港島1-1-3）
- ポートアイランド第2キャンパス（兵庫県神戸市中央区港島1-3-11）
- 有瀬キャンパス（兵庫県神戸市西区伊川谷町有瀬518）
- 神戸三宮サテライト（兵庫県神戸市中央区雲井通7-1-1 ミント神戸17階）

### 在籍者数
- 学部 11,270人
- 修士課程 75人
- 博士課程 28人
- 合計数 11,373人

（注）2021年5月1日現在

### 象徴

#### 校章
万物を生み育む太陽の光と世界につながる四海を表している。

#### エンブレム
港町・神戸を象徴する鳥であるカモメが大空を飛ぶ姿を象っている。
対外的には校章よりもこのエンブレムが使用される。
キャラクター「マナビー」
学問は「見ること」と「聞くこと」から始まるという考えから作成した、大きな「目」と「耳」をもった円形を基調とする。
学歌・賛歌・応援歌
学歌、賛歌、応援歌を定めており、入学式などで歌われる。

## 教育および研究

### 組織

#### 学部
- 法学部
  - 法律学科
- 経済学部
  - 経済学科
- 経営学部
  - 経営学科
- 人文学部
  - 人文学科
  - 人間心理学科（2018年度より心理学部心理学科に改組）
- 心理学部
  - 心理学科
- 現代社会学部
  - 現代社会学科
  - 社会防災学科
- グローバル・コミュニケーション学部
  - グローバル・コミュニケーション学科
    - 英語コース
    - 中国語コース
    - 日本語コース（外国人留学生対象）
- 総合リハビリテーション学部
  - 理学療法学科
  - 作業療法学科
  - 社会リハビリテーション学科
- 栄養学部
  - 栄養学科
    - 管理栄養学専攻
    - 生命栄養学専攻
- 薬学部
  - 薬学科

#### 研究科
- 法学研究科
  - 法学専攻（修士課程・博士後期課程）
  - 国際関係法学専攻（修士課程）
- 経済学研究科
  - 経済学専攻（修士課程・博士後期課程）
  - 経営学専攻（修士課程）
- 人間文化学研究科
  - 人間行動論専攻（修士課程・博士後期課程）
  - 地域文化論専攻（修士課程・博士後期課程）
- 心理学研究科
  - 心理学専攻（修士課程・博士後期課程）
- 総合リハビリテーション学研究科
  - 医療リハビリテーション学専攻（修士課程・博士後期課程）
  - 社会リハビリテーション学専攻（修士課程）
- 栄養学研究科
  - 栄養学専攻（修士課程）
- 薬学研究科
  - 薬学専攻（博士課程）
- 食品薬品総合科学研究科
  - 食品薬品総合科学専攻（博士後期課程）

#### 研究・教育機関、施設
- 附属図書館
  - 有瀬図書館
  - ポーアイ図書館
- 情報処理センター
- 全学教育推進機構
  - 共通教育センター
  - 教育開発センター
  - 教職教育センター
- 学際教育機構
- キャリアセンター
- ライフサイエンス産学連携研究センター
- 心理臨床カウンセリングセンター
- 地域研究センター
- ロコモーションバイオロジー教育研究センター

など

### 研究

#### 私立大学学術研究高度化推進事業
- 学術フロンティア推進事業
  - ライフサイエンス産学連携研究センター
    - 高齢化社会における加齢性疾患の予防・治療薬と機能性食品の開発

  - 地域研究センター
    - 阪神・淡路大震災後の地域社会との共生をめざした大学の新しい役割に関する実践的研究
- オープン・リサーチ・センター整備事業
  - 東アジア産業経済研究センター
    - 東アジア諸国における企業間取引関係と現地人材育成の実態分析
    - ASEANを中心とした技術移転と人材育成など

  - アジア太平洋研究センター
    - グローバル化時代における「アジア的価値」に関する実証的・学術的研究

### 教育

#### 全学教育推進機構
全学教育推進機構は、「教育実践の質的向上を全学的に推進すること」「共通教育及び教職教育の一層の充実を図ること」を目的として設置され、全学横断的な教育運営組織である共通教育センター・教職教育センター・教育開発センターを統括している。

#### 学際教育機構
学際教育機構は、法学部・経済学部・経営学部・人文学部の枠組みを超えた、独自の教育システム。
2年次から、所属学部の専門領域以外に「防災・社会貢献（2013年度以前の入学生対象）」「スポーツマネジメント」のいずれかのユニットを選択することができる。
※なお「防災・社会貢献」ユニットは、2014年4月に現代社会学部社会防災学科へと改組。

## 学生生活

### 課外活動
クラブ・サークルで大学公認のものだけで、独立団体4団体・体育会35団体・文化会26団体（うち1団体休部中）・任意団体55団体以上が活動。（2015年4月1日現在）。硬式野球部・女子駅伝競走部は特別強化クラブ、テニス部・ソフトボール部・バレーボール部（女子）・アメリカンフットボール部・吹奏楽部は強化クラブAに認定されている。なお硬式野球部は関西六大学野球連盟に所属。

### 文化系所属団体一覧
（2019年6月現在公式サイト掲載団体）
- 学生放送局
- 新聞会
- 吹奏楽部
- 管弦楽団
- 混声合唱団パンドラ
- 文化会本部
- S.S.W
- フォークソング部
- アメリカ民謡研究会
- 映画研究会
- 演劇部
- 音楽研究会“アコースティック・ノーツ”
- 華道部
- ギター部
- 軽音楽部
- 神戸学院大学ボランティア活動基金VAF
- 茶道部
- 写真部
- 将棋部
- 小説創作研究会“うぐいす”
- 生物研究会 B・R・G
- 美術部“鴎風會”
- food global communication ふ～ばる.com
- ブルース研究会
- ボランティア団体 “Fair　Way”
- 法律研究会 Libra（ライブラ）
- 薬学研究会(休部中)
- ユースホステル部（休部中）
- 歴史学研究会
- Jazz Player's Club

### 体育会所属団体一覧
（2019年6月現在公式サイト掲載団体）
- 女子駅伝競走部
- ソフトボール部
- バレーボール部
- サッカー部
- テニス部
- アメリカンフットボール部
- バスケットボール部
- 剣道部
- 柔道部
- バドミントン部
- バトン部
- ラグビー部
- チアリーダー部
- 居合道部
- 卓球部
- 薬学部準硬式野球部
- スキー部
- 洋弓部
- 学生トレーナー部
- 合氣道部
- 空手道部
- 弓道部
- 武道空手部
- ゴルフ部
- 少林寺拳法部
- 水泳部
- ソフトテニス部
- 躰道部
- 軟式野球部
- ハンドボール部
- フィッシング部
- ボクシング部
- ラクロス部
- 陸上競技部
- 薬学サッカー部

### 大学祭
毎年11月上旬に開催。かつては唯一のキャンパスであった有瀬キャンパスが東経135度線の近くに位置することにちなみ「135FESTIVAL」と呼ばれる。現在は2つのキャンパスで開催されるが、名称は両キャンパスとも同一である。メインステージを中心に、模擬店・フリーマーケット・展示・子供向けアミューズメントパークなど、学生だけでなく地域住民にも楽しめる内容となっている。

## 施設

### ポートアイランド第1キャンパス
神戸港と市街を見渡すポートアイランド西岸にあり近隣には兵庫医科大学・神戸女子大学・神戸女子短期大学が集い、ポーアイ4大学として大学間の単位互換や図書館、食堂の相互利用などの交流がある。
このキャンパスは、神戸の中心エリアや神戸空港から近いことに加え、政府の構造改革特別区域に認定された「先端医療産業特区」、国際みなと経済特区の中に位置するため、産官学連携事業への参画などに期待されている。
キャンパスの西側の「ポーアイしおさい公園」には大型客船が接岸できる岸壁があり、海外からの客船が接岸すると、大学内にCIQの設備が臨時に仮設される。
2015年4月のキャンパス再編に伴い法人本部が有瀬キャンパスからポートアイランド第1キャンパスへと移された。
- 使用学部
  - 法学部、経営学部、現代社会学部、グローバル・コミュニケーション学部、薬学部
  - 経過措置として経済学部に2013年度までに入学した学生は、2016年度まで（つまり留年が無ければ卒業までは）はポートアイランドキャンパスで学んだ
- 交通アクセス（北緯34度40分10秒 東経135度12分14.3秒 / 北緯34.66944度 東経135.203972度）
  - ポートライナーみなとじま駅より徒歩7分
  - 三宮駅から神戸交通振興バス・神姫バス 「ポーアイキャンパス行」でポーアイキャンパス下車
  - 神戸駅から神姫バス 「ポーアイキャンパス行」でポーアイキャンパス下車

### ポートアイランド第2キャンパス
ポートアイランド第1キャンパスからほど近い位置に設置されたキャンパス。2019年9月に設置された。かねてよりポートアイランド第1キャンパスではさらなる教育施設の充実と課外活動施設の整備が懸念されていたが、学校法人夙川学院より校地、校舎を売却する提案を受けて購入を決定、2019年9月に開設された。
2024年10月には本キャンパス内にウクライナの名誉領事館並びにウクライナ研究センターを開設している。

### 有瀬キャンパス
明石海峡と淡路島を一望する通称・漆山（うるしやま）と呼ばれる丘の上にある。
大学開設以来、2007年にポートアイランド第1キャンパスが設置されるまでは、有瀬キャンパスが唯一のキャンパスであった。
- 使用学部
  - 経済学部、人文学部、心理学部、総合リハビリテーション学部、栄養学部（※経済学部に2013年度までに入学した学生を除く）
- 交通アクセス（北緯34度39分49.8秒 東経135度1分42.7秒 / 北緯34.663833度 東経135.028528度）
  - 神戸市営地下鉄西神延伸線伊川谷駅から 神姫バス「神戸学院大学・免許試験場経由明石駅行」で「神戸学院大学」下車
  - JR神戸線・山陽電鉄明石駅から 神姫バス「神戸学院大学行」・「神戸学院大学・池上2丁目経由伊川谷駅・学園都市駅行」・「神戸学院大学・上脇経由伊川谷駅・学園都市駅行」・「神戸学院大学・伊川谷高校経由伊川谷駅行」・「神戸学院大学・漆山経由神陵台行」で「神戸学院大学」下車
  - JR神戸線朝霧駅から 神姫バス「神戸学院大学行」で約10分「神戸学院大学」下車。

※2つのキャンパス間は路線バス(神姫バス)で直結。所要時間は、直行バスでは最短30分・三宮駅経由では最短40分ほど。しかし、途中で通過する阪神高速道路・第二神明道路は渋滞多発地帯のため、それ以上の時間を要することも多い。
なお、かつて法科大学院が設置されていた長田区のキャンパスの施設は、2019年4月より神戸教育短期大学（夙川学院短期大学より改称）が使用している。

### 神戸三宮サテライト
神戸の中心市街地に位置するミント神戸17階に設置されたサテライト。2019年9月に開設された。教育と生涯学習の新たな拠点として、一般市民や社会人を対象に講座、講習、講演会、各種イベントを実施している。2つのセミナー室と会議室を備える。

## 対外関係

### 地方自治体との協定
- 兵庫県教育委員会との高大連携等協定（2003年締結）
- 明石市との連携協力協定（2005年締結）
- 西区との連携協力協定（2007年締結）
- 神戸市との災害対策用備蓄拠点協定（2007年締結）
- 中央区との連携協力協定（2008年締結）
- 神戸市教育委員会との連携協力協定（2010年締結）
- 香川県との就職支援に関する協定書（2012年締結）
- 愛媛県高知県との就職支援に関する協定書（2013年締結）
- 鳥取県、ふるさと鳥取県定住機構との就職支援に関する連携協定（2014年締結）[11]
- 徳島県との就職支援に関する協定書（2014年締結）[12]
- 和歌山県との就職支援協定（2016年締結）[13]
- 福岡県と立命館大学、専修大学、東海大学と共に就職支援に関する協定（2016年締結）
- 淡路市との包括連携協定（2017年締結）

### 他大学との協定
- 一般財団法人大学コンソーシアムひょうご神戸
- ポーアイ4大学（文部科学省戦略的大学連携支援事業）
- TKK3大学連携プロジェクト（防災・減災・ボランティアを中心とした社会貢献教育の展開）
- 関西学生法学連盟
- 神戸市看護大学（教育連携協定）

### 企業間連携
- 神戸新聞社（連携協定）
- 大丸神戸店（包括連携協定）

### 国際交流協定校
- 北米
- カナダ
  - ジョン・アボット・カレッジ（カナダ）
  - カルガリー大学（カナダ）
  - ヨーク大学（カナダ）
- アメリカ合衆国
  - オースチン・カレッジ（アメリカ）
  - アリゾナ大学（アメリカ）
  - デュケーン大学（アメリカ）
  - パシフィック大学（アメリカ）
  - カリフォルニア大学サンフランシスコ校（アメリカ）
  - ミシシッピ大学（アメリカ）
  - ニューヨーク州立大学フレドニア校（アメリカ）
  - ソノマ州立大学（アメリカ）
- ヨーロッパ
- イギリス
  - アルスター大学（イギリス）
  - カーディフ大学医学部（イギリス）
  - ケント大学（イギリス）
  - リーズ大学（イギリス）
  - ケンブリッジ大学ヒューズホール（イギリス）
  - ヨーク大学（イギリス）
- オランダ
  - エラスムス大学（オランダ）
- フランス
  - エンバイスガ大学（フランス）
- ウクライナ
  - オストロフアカデミー国立大学（ウクライナ）
  - プレカルパチア国立大学（ウクライナ）
  - 西ウクライナ国立大学（ウクライナ）
  - ウクライナ国立農業科学アカデミーアグロエコロジー環境マネジメント研究所（ウクライナ）
  - ウクライナ大統領付属国家行政アカデミー（ウクライナ）
- ロシア
  - モスクワ大学（ロシア）
  - ニジニ・ノヴゴロド国立言語大学（ロシア）
  - ロストフ国立経済大学（ロシア）
  - ヴォロネジ国立大学（ロシア）
- オセアニア
- オーストラリア
  - アデレード大学（オーストラリア）
  - グリフィス大学（オーストラリア）
  - サザンクロス大学（オーストラリア）
- ニュージーランド
  - ワイカト大学（ニュージーランド）
  - オークランド大学（ニュージーランド）
- アジア
- 中国
  - 南開大学（中国）
  - 上海交通大学（中国）
  - 上海財経大学（中国）
  - 華東政法学院（中国）
  - 天津中医薬大学（中国）
  - 東北師範大学（中国）
  - 大連理工大学（中国）
  - 浙江工商大学（中国）
  - 北京語言大学（中国）
  - 外交学院（中国）
  - 曁南大学（中国）
  - 浙江工業大学(中国）
  - 武漢大学（中国）
  - 遼寧師範大学（中国）
- 韓国
  - 朝鮮大学校（韓国）
  - 韓国航空大学校（韓国）
  - 祥明大学校（韓国）
  - 東亜大学校（韓国）
- 台湾
  - 長栄大学（台湾）
- カンボジア
  - 王立プノンペン大学（カンボジア）
- タイ
  - チュラーロンコーン大学（タイ）
- フィリピン
  - イフガオ州立大学（フィリピン）
- インドネシア
  - インドネシア大学（インドネシア）

### ヴィッセル神戸パートナーシップ事業
2004年（平成16年）にヴィッセル神戸が楽天の持株会社に経営を譲渡すると、2014年（平成26年）にパートナーシップ契約を締結。クリムゾングループ（楽天代表取締役の三木谷浩史の個人資産管理会社）によるインターンシップや1年間に2回、スタッフによる特別講義を実施する等の活動を行っている。

## 附属学校
- 神戸学院大学附属中学校・高等学校